# Гуакара
Гуакара (исп. Guacara) — город в Венесуэле, штат Карабобо, центр одноименного городского округа.

## История
Датой основания города считается 20 февраля 1694 года, когда Франсиско Берротеран, губернатор провинции Венесуэла, объявил Гуакара «городом индейцев».